# Dirk van Betteray
Dirk van Betteray (* 1969 in Duisburg, Deutschland) ist ein deutscher Musiker, Musikwissenschaftler und Musikpädagoge.

## Biografie
Dirk van Betteray studierte katholische Kirchenmusik an der Folkwang-Hochschule in Essen (1993 A-Examen in kath. Kirchenmusik mit Auszeichnung). Weitere Studien in Musikdidaktik, Philosophie und Katholische Theologie schlossen sich an (2004 Abschluss in Liturgiewissenschaft; Kapellmeisterstudium; Gesangsausbildung).
1997 wurde Dirk van Betteray vom Fachverband Deutscher Berufschorleiter zum Musikdirektor FDB ernannt. 2002 erfolgte die Ernennung zum „Chordirektor ADC“. 2002 bis 2005 absolvierte er ein Promotionsstudium an der Kunstuniversität Graz (2005 Promotion zum Dr. phil. („mit Auszeichnung“)).
Dirk van Betteray ist musikalischer Leiter zahlreicher Instrumental- und Vokalensembles vom Laienchor bis hin zum professionellen Ensemble und konzertiert als Organist, Cembalist und Klavierbegleiter sowie als Dirigent. Er publiziert und lehrt im Bereich der Gregorianik und hat zahlreiche praxisorientierte Kompositionen und Arrangements für Chöre aller Besetzungen veröffentlicht.
Dirk van Betteray ist Seelsorgebereichsmusiker in Morsbach-Friesenhagen-Wildbergerhütte, Leiter der Musikschule Morsbach e.V. sowie der Musikschule der Homburgischen Gemeinden e.V. mit der angeschlossenen Bergischen Akademie für Vokalmusik sowie Vorsitzender des Vereins Bergisches Chorfest e.V.

## Wissenschaftliche Publikationen (Auswahl)
- Der isolierte Climacus und seine Beziehung zum Text - eine Betrachtung zur Untersuchung des Wort-Ton-Verhältnisses im Gregorianischen Choral. Diplomarbeit, Eigenverlag, Essen 1993
- Die Liqueszenz und ihre oratorische Bedeutung untersucht am Wortstamm „Salv-“, ein Annäherungsversuch, in: Beiträge zur Gregorianik. Bd. 23, Regensburg 1997, S. 53–63
- Die Orgel in der katholischen Pfarrkirche Holpe - ein Juwel von großer Bedeutung, in: Kath. Kirchengemeinde Holpe (Hrsg.): 100 Jahre Pfarrkirche St. Mariä Heimsuchung Holpe. Morsbach 1999, S. 27–31 und in: Oberbergische Abteilung 1924 e.V. des Bergischen Geschichtsvereins (Hrsg.): Orgeln in oberbergischen Kirchen. Gummersbach 2004, S. 190f
- Der Codex Guelf 1008 Helmst. ‚Graduale von Minden‘ - seine semiologische Relevanz und seine Bedeutung für die Aufführungspraxis - Inhaltsangabe, in: Programmheft zu: "7. Internationaler Kongress Gregorianischer Choral, Hildesheim, 9. bis 14. Juni 2003", Hildesheim 2003, S. 13
- Ut educas panem de terra - Die Graphie und ihre rhetorische Bedeutung im Spiegel patristischer Theologie, in: Beiträge zur Gregorianik. Bd. 41/42, Regensburg 2006, S. 79–90
- Ät aschendit in tschälum? - Ein wichtiges Indiz zur Aussprache des Latein in adiastematischen Gradualhandschriften der Sankt Galler Stiftsbibliothek, Paper zum dreizehnten Symposium CANTUS PLANUS in Niederaltaich 2006, in: Papers read at the 13th Meeting of the IMS Study Group CANTUS PLANUS. Niederaltaich 2006. herausgegeben von: Institute for Musicology of the Hungarian Academy of Science, S. 149–166, Budapest 2009.
- Liqueszenzen als Schlüssel zur Textinterpretation - eine semiologische Untersuchung an Sankt Galler Quellen. (Vorstudie zur Dissertation), in: Papers read at the 12th Meeting of the IMS Study Group CANTUS PLANUS, Lillafüred/Hungary, 2004.Aug.23-28. Herausgegeben vom Institute for Musicology of the Hungarian Academy of Science, Budapest 2006
- Der Kodex E 121 und die adiastematischen Sankt Galler Gradualien als Schrift gewordene Zeugnisse einer (frühen) Anpassung des Gregorianischen Chorals an konkrete situative Bedingungen. In: Passagen, 18. Kongress der Internationalen Gesellschaft für Musikwissenschaft. Zürich 10. bis 15. Juli 2007, Kassel 2007, S. 51
- Quomodo cantabimus canticum Domini in terra aliena - Liqueszenzen als Schlüssel zur Textinterpretation, eine semiologische Untersuchung an Sankt Galler Quellen. Hildesheim (Olms) 2007 (Studien und Materialien zur Musikwissenschaft. Band 45, ISBN 978-3-487-13407-9 (Dissertationsschrift))
- The Sequence "Victime novali zynke ses" - a Melodical Restitution in Accordance with the Neumes. In: Alexander Andrée und Erika Kihlman (Hrsg.): Hortus Troporum - Florilegium in honorem Gunillae Iversen, Stockholm 2008, S. 12–20
- Der Introitus Nos autem glorari - Das Portal ins österliche Triduum. In: Singende Kirche, 56. Jahrgang 2009, Heft 1, S. 19–23
- Zeitgenossen - Gedanken zur Entwicklung des Chorwesens und der musikalischen Erziehung in: Volksbank Oberberg eG (Hrsg.), Jahresbericht 2008, Wiehl 2009, S. 22–23.
- Die Communio Gustate et videte: - schnell einstudiert, oft aufführbar - nur ein fades Allerweltsgericht. In: Singende Kirche, 56. Jahrgang 2009, Heft 2, S. 109–112.
- Vom Sprachklang zur klingenden Theologie - Semiologische Forschung retrospektiv und prospektiv, in: Heiliger Dienst. 63. Jahrgang 2009, Heft 2, S. 91–109.
- Der Introitus Rorate caeli - Ein „Jungle“ für den Advent. In: Singende Kirche. 56. Jahrgang 2009, Heft 3, S. 179–183
- Die Communio Viderunt - Weihnachten heißt Gottes Heil mit eigenen Augen schauen. In: Singende Kirche, 56. Jahrgang 2009, Heft 4, S. 254–258
- Rezension zu: PSALLITE SAPIENTER - Festschrift zum 80. Geburtstag von Georg Béres, hg. von István Verbényi; Szent István Társulat, Budapest 2008; in: Beiträge zur Gregorianik. Band 52, Regensburg 2011, S. 124–126
- Das Geschwisterpaar Benedikt von Nursia und Scholastika - Anzeichen zu soziokulturellen Aspekten des Heiligenkultes in Sankt Galler Messproprien. In: Beiträge zur Gregorianik. Band 53, Regensburg 2012, S. 93–102, Con brio
- Hic est vere Martyr, qui pro Christi nomine snguinem suum fudit: representations and reflections of violence and suffering in the responsoria prolixa oft saint´s offices in the Codex Hartker. In: Plainsong and Medieval Music, Volume 23, Number 1, p. 31-50, Cambridge University Press 2014
- Gulden mehs - Beobachtungen zum Messproprium Rorate caeli aus textlich-musikalischer und liturgiegeschichtlicher Sicht In: Cantare amantis est, Festschrift zum 60. Geburtstag von Franz Karl Praßl, Verlag Brüder Hollinek, Purkersdorf 2014, S. 69–75
- Gallus und Othmar als Sankt Galler Hausheilige - Indizien einer kulturellen Identitätsbildung im St. Galler Heiligenkult, in: Testimonia tua meditatio mea, Festschrift zum 80. Geburtstag von Heinrich Rumphorst, in: Beiträge zur Gregorianik. Band 59/60, Regensburg 2015, S. 103–110
- In Festo Sancti Annonis tibi cantemus - Zwei Offizien zu Ehren des Heiligen Anno, Siegburger Studien. Neue Folge Band 6, Edition Blattwelt, Niederhofen 2018, ISBN 978-3-936256-75-8
- Textinterpretation und Formelkomposition. Heiligenoffizien im Codex Hartker, in: IMS Study Group CANTUS PLANUS, Papers read at the XVII meeting Venice, Italy, 28 July bis 1 August 2014. Edizioni Fondatione Levi, Venezia 2020, S. 253–264

## Diskographie
- Vox angelica – Stimmen der Engel – Engel in Musik und Literatur; Vokalensemble A cappella, Köln; Leitung und Orgel: Dirk van Betteray; Rezitation: Ulrich E. Hein; OKK 04/001
- „CHRISTUS“ - Symphonischer Orgelzyklus von Otto Malling (1848–1915); Ersteinspielung mit neuen Übersetzungen der Evangelienperikopen von Dirk van Betteray; an der Späth-Orgel der ev. Kirche Ründeroth: Dirk van Betteray; Sprecher: Ulrich E. Hein; OKK 98/001
- ORDO VIRTUTUM - Mysterienspiel von Hildegard von Bingen; Solisten und Ensemble des Vokalensemble A CAPPELLA, Köln; Leitung: Dirk van Betteray; Sprecher: Ulrich E. Hein;OKK 98/002
- 7 Chöre - 7 Welten - Ein Querschnitt durch die Chorarbeit van Betterays; sieben Chöre aus dem Oberbergischen; Leitung: Dirk van Betteray; OKK 99/001
- Impressionen - Orgelwerke von Walther bis Planyavsky; Orgel: Dirk van Betteray; OKK 00/001
- Petite Messe Solennelle von Gioacchino Rossini; Badzun / Haupt / Bennet / Schumacher / Althoff / Kotthaus / Projektchor Oberberg; Leitung: Dirk van Betteray; OKK 01/001
- Arrangements und Kompositionen von Dirk van Betteray; Co-Produktion mit dem Musikverlag Braun Peretti; Vokalensemble: A CAPPELLA Köln; Orgel, Klavier und Leitung: Dirk van Betteray; OKK 02/001
- J. G. Rheinberger - Zum 100. Todestag des Komponisten im Jahre 2001; Mitschnitte der Konzertreihe zum Jubiläumsjahr in der Kath. Pfarrkirche Morsbach/Holpe; Jurzok / Hein / Barth / MC Wipperfürth / A cappella, Köln, u. a.; Leitung und Orgel: Dirk van Betteray; OKK 02/002
- J.G. Rheinberger – Singspiel „Das Zauberwort“ op. 153 und Türkisches Liederspiel „Vom goldenen Horn“ op. 182; Stauber / Haupt / Steffens / Schumacher / Becher / Chor 72 Dieringhausen / Mitglieder des WKTheater Waldbröl; musikalische Gesamtleitung: Dirk van Betteray; OKK 02/003
- DVD-Produktion: Szenische Fassung von G.J. Rheinberger, Der arme Heinrich; Solisten und Chor von Vokalensemble A CAPPELLA, Köln; Regie: Ulrich E. Hein; Leitung und Klavier: Dirk van Betteray (Sabine Fuchs); OKK 01/008
- In Festo sancti Annonis, Begleit-CD zur Edition der Anno-Offizien, Bergische Scholaren, Vokalensemble A CAPPELLA, Köln, Teilnehmende des Gregorianikworkshops zur Eröffnung des KSI Siegburg; Rezitator: Ulrich E. Hein, Gesamtleitung und Orgel: Dirk van Betteray, 2018
- CD 25 Jahre A CAPPELLA 1996-2021, Vokalensemble A CAPPELLA, Köln, Rezitator: Ulrich E. Hein, Gesamtleitung und Orgel / Klavier: Dirk van Betteray